# コテキーノ

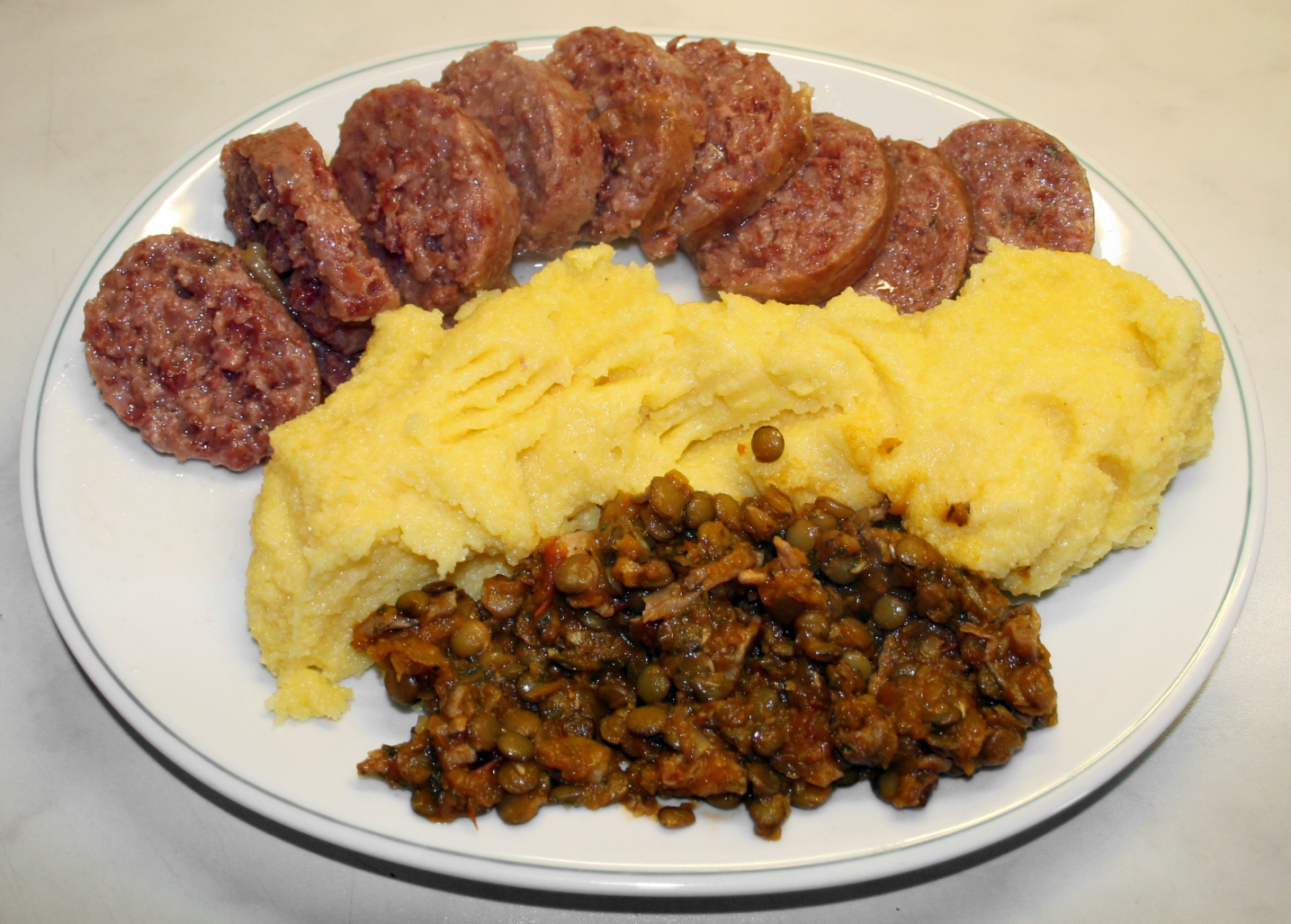
ポレンタやレンズ豆と一緒に饗される、ゆでたコテキーノ（上）。

コテキーノ（cotechino、イタリア語: [koteˈkiːno]）は、イタリアの大きな豚肉ソーセージである。主にモデナ地方で食されているサラミの一種である。普通は調理して食べ、低温で数時間ゆでることが多い。名前の由来は豚などの外皮を意味する「コティカ」（cotica）である。地方によって異なる名称で呼ばれていることもある。伝統的には、レンズ豆と一緒に年越しに食べる。レンズ豆はその形ゆえ、新年にお金をもたらしてくれると信じられている。マッシュポテトやポレンタなどを添えることもある。 

## コテキーノの種類

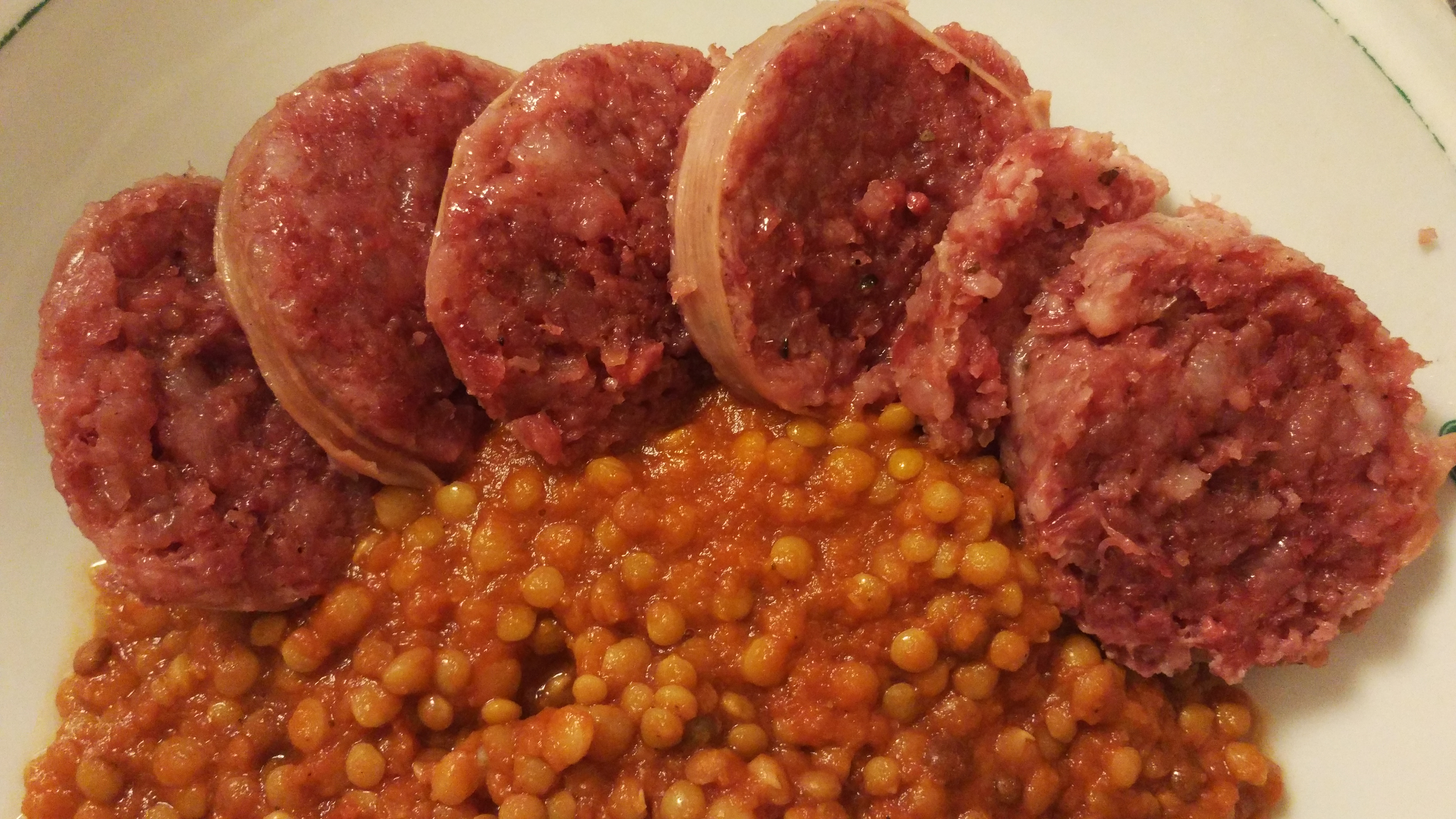
レンズ豆を添えたコテキーノ。

### モデナのコテキーノ

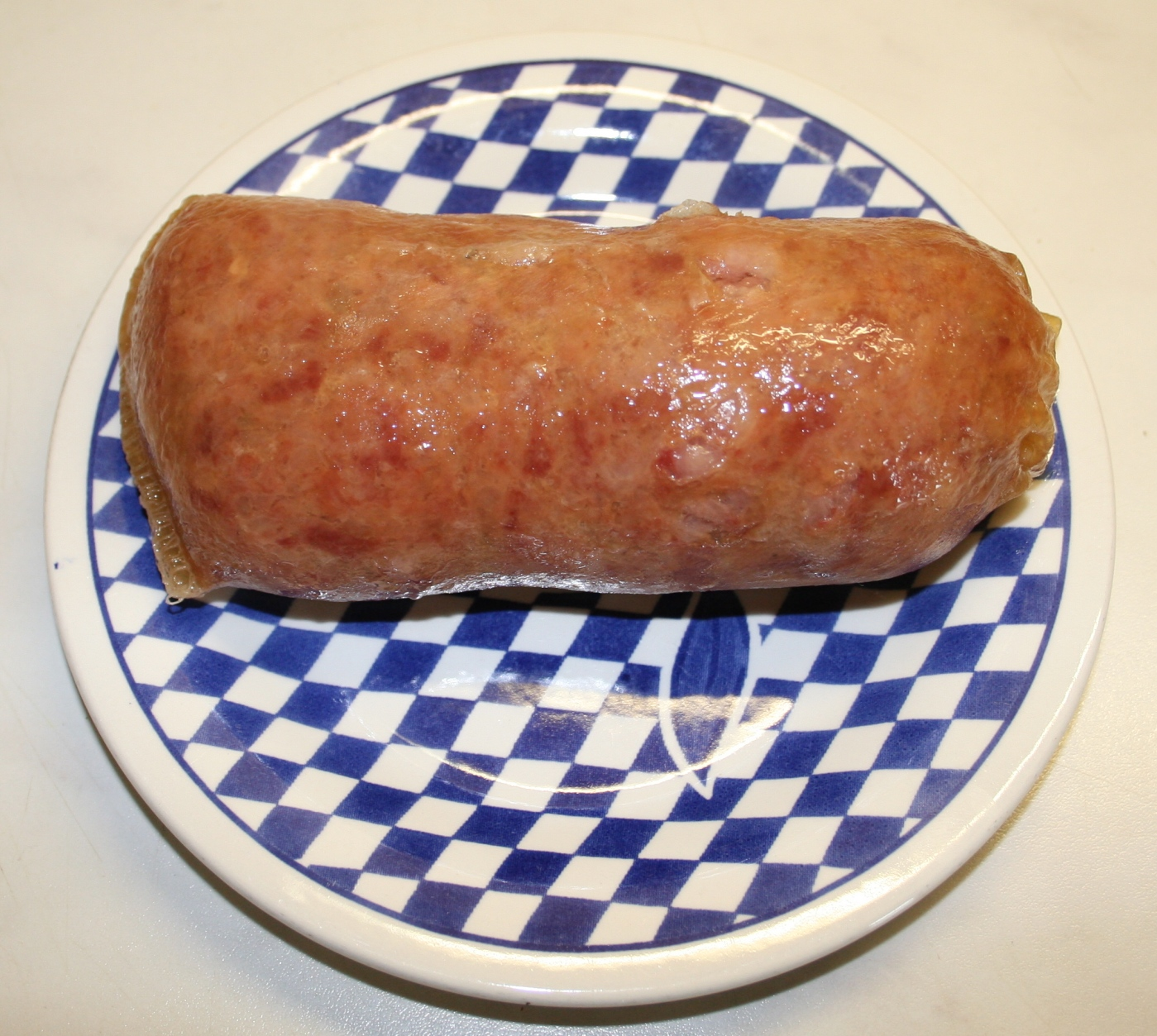
調理したコテキーノ。

コテキーノ・モデナ（Cotechino Modena）、あるいはコテキーノ・ディ・モデナ（Cotechino di Modena）と呼ばれるエミリア＝ロマーニャ州モデナ産のコテキーノは原産地名称保護制度指定を受けている製品であり、イタリアの法律で製法と生産が保護されている。標準イタリア語ではない方言では"cotecchino"あるいは"coteghino"などの綴りも見受けられる。天然ケーシングに「コティカ」と呼ばれる豚の皮、豚肉、背脂、塩、胡椒やクローブ、ナツメグ、シナモンなどのスパイスを詰める。工場生産では、亜硝酸塩や硝酸塩などが防腐剤として加えられることもある。数時間かけてゆでて食べる。

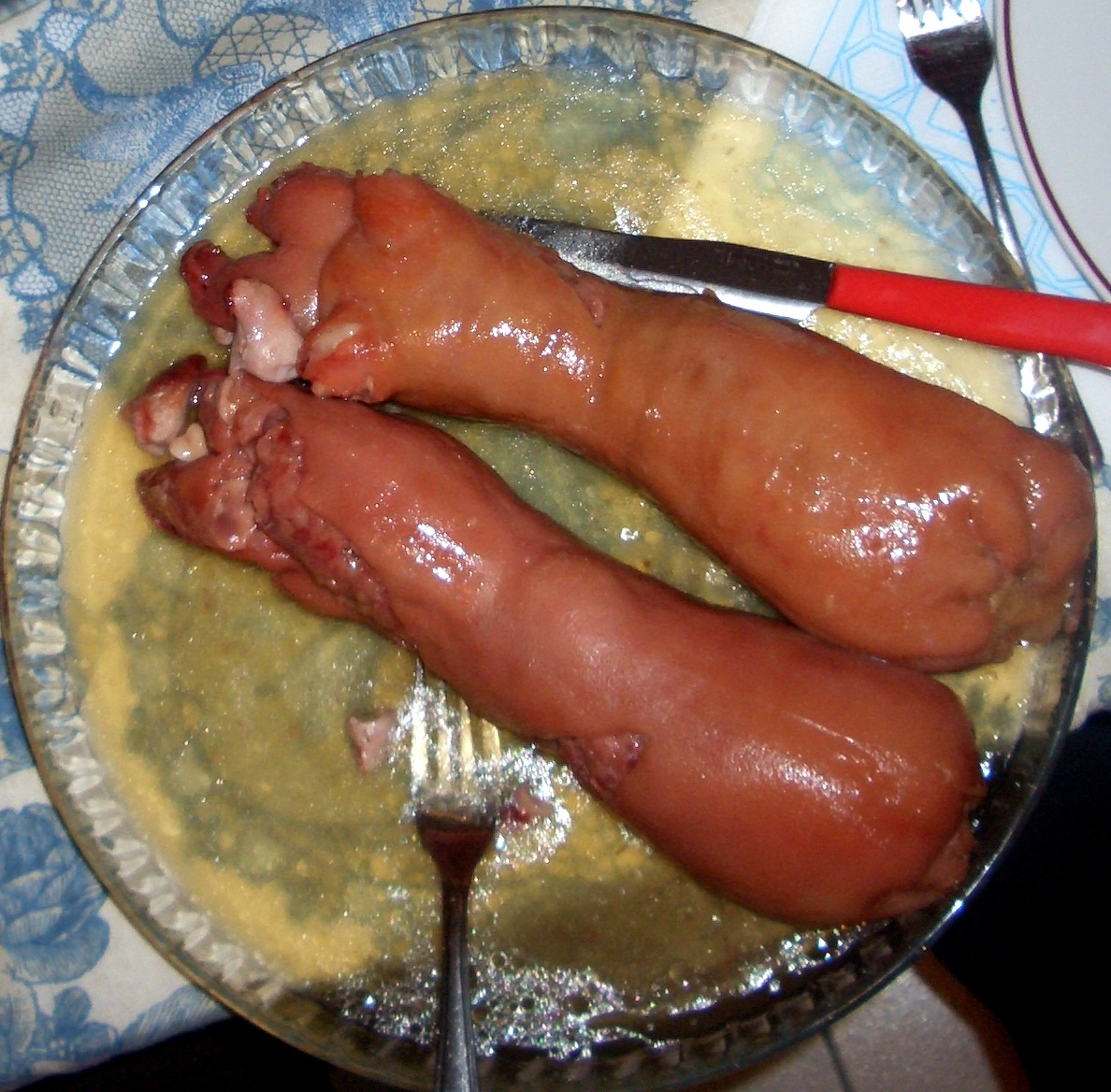
豚足そのままの見た目のザンポーネ。

コテキーノの起源は1511年頃のミランドラに遡ると言われている。1511年にミランドラのガヴェッロが教皇ユリウス2世の軍勢に包囲された折、保存食として生産されたのがコテキーノのはじまりとされている。

### ザンポーネ
コテキーノによく似た食品としては、くりぬいた豚足の皮部分をケーシングとして使用し、豚肉、豚耳、豚の皮を煮て詰めこみ、ゼラチン質で固くする加工肉であるザンポーネ（Zampone Modena）もある。非常に豚足に近い見た目をしている。これも原産地名称保護制度で指定されている。ザンポーネに近いものは既に古代ローマの時代から食されていたと考えられている。

ザンポーネもコテキーノもイタリアでは年末年始、とくに年越しにレンズ豆と一緒に食べるのが伝統である。調理済みのものを真空パックにして輸出することも行われている。

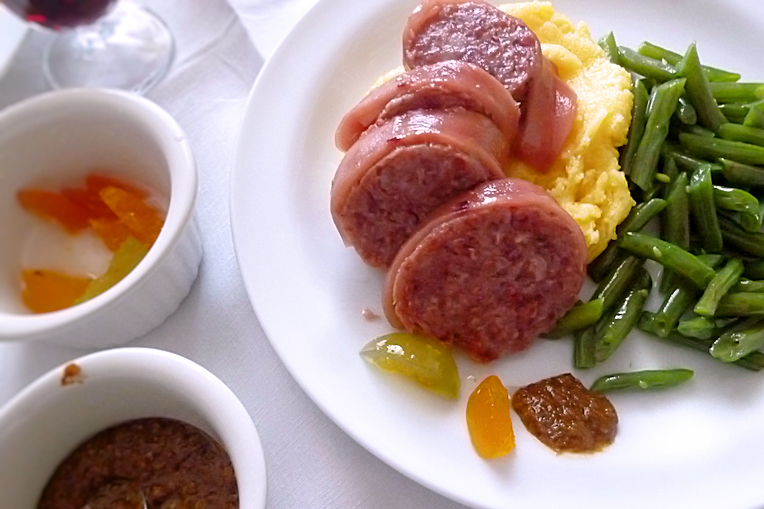
調理してマッシュポテトを添えたザンポーネ。

### その他の地域
ロンバルディア州のクレモナ、ベルガモ、マントヴァ、パヴィーアや、モリーゼ州、トレント自治県などでもコテキーノが食されている。ヴェネト州でもパドヴァやヴィチェンツァなどを中心に食されている。